# Wolf Parade (EP, 2005)
Albums de Wolf Parade
Wolf Parade
(2004) Apologies to the Queen Mary
(2005)
Wolf Parade est un EP du groupe Wolf Parade, sorti le 12 juillet 2005 sur le label Sub Pop. C'est le 3e EP du groupe, tous dénommés simplement Wolf Parade mais le premier à ne pas être auto-produit.
Deux des chansons de cet EP apparaîtront plus tard sur Apologies to the Queen Mary, le premier album du groupe, Shine a Light et You Are a Runner and I Am my Father's Son (dans une version plus longue).

## Liste des titres
| 1.    | Shine a Light                             | Boeckner | 3:44 |
| 2.    | You Are a Runner and I Am My Father's Son | Krug     | 2:35 |
| 3.    | Disco Sheets                              | Krug     | 2:59 |
| 4.    | Lousy Pictures                            | Boeckner | 4:17 |
| 13:35 |                                           |          |      |

## Personnel
- Dan Boeckner – voix, guitare
- Spencer Krug – voix, piano, synthétiseur
- Arlen Thompson – batterie
- Hadji Bakara – synthétiseur, électronique